# Sepolto vivo 2.0
Sepolto vivo 2.0 è un brano della rockband italiana Litfiba, pubblicato su singolo, solo online (in streaming sul loro sito ufficiale), il 2 luglio 2009, insieme a La rabbia in testa.
Il brano è una nuova versione (per l'appunto versione 2.0) del brano originale "Sepolto vivo", incluso nell'EP Five On Line, dello stesso anno.

## Tracce
1. Sepolto vivo 2.0

## Formazione
Litfiba
- Filippo Margheri - voce
- Ghigo Renzulli - chitarra
- Roberto Terzani - basso
- Pino Fidanza - batteria

Musicisti aggiuntivi
- Lorenzo Tirinnanzi - tastiere